# Aulis Sallinen
Aulis Sallinen (Salmi, 9 aprile 1935) è un compositore finlandese.
È specializzato nella musica classica contemporanea finlandese. La sua musica è stata variamente descritta come "spietatamente dura", un "amalgama ben fatto di diversi stili del XX secolo" e "neo-romantica". Sallinen ha studiato all'Accademia Sibelius, dove tra i suoi insegnanti c'era Joonas Kokkonen. Ha avuto opere commissionate dal Kronos Quartet ed ha anche scritto sette opere, otto sinfonie, concerti per violino, violoncello, flauto, corno e corno inglese, nonché diverse opere da camera. Ha vinto il Nordic Council Music Prize nel 1978 per la sua opera Ratsumies (The Horseman).

## Infanzia e studi
Sallinen nacque a Salmi. Durante l'infanzia la famiglia si trasferì più volte per il lavoro di suo padre e durante l'evacuazione della Carelia finlandese nel 1944 la famiglia si trasferì a Uusikaupunki, dove Aulis Sallinen frequentò le sue scuole.
I suoi primi strumenti furono violino e pianoforte. Avrebbe voluto suonare sia il jazz che la musica classica. Era conosciuto per essere estremamente creativo e passò molto tempo durante i suoi anni da adolescente a improvvisare. Dopo un po' iniziò a scrivere le sue idee su carta e a creare una composizione seria. Frequentò l'Accademia Sibelius e studiò con un numero di insegnanti prestigiosi come Aarre Merikanto e Joonas Kokkonen.

## Primi anni di carriera e opere
Dopo la laurea, Sallinen ebbe un posto come insegnante di composizione all'Accademia Sibelius e continuò a comporre. Tra i suoi allievi c'erano il compositore finlandese di origine austriaca Herman Rechberger e Jouni Kaipainen. Fu nominato direttore generale dell'Orchestra sinfonica della radio finlandese nel 1960 e ricoprì la carica fino al 1969. È stato presidente del consiglio della Società dei compositori finlandesi tra il 1971 e il 1974. Sebbene fosse un noto insegnante e facesse parte di numerosi consigli di amministrazione, le sue composizioni non furono particolarmente apprezzate fino a quando non fu nominato "Professore Artista" dal governo finlandese nel 1976, lasciandolo concentrato sulla composizione.
La prima opera di Sallinen Ratsumies (The Horseman) fu premiata al Festival dell'opera di Savonlinna nel 1975. Insieme a The Last Temptations (1975) di Joonas Kokkonen, iniziò un'era d'oro dell'opera moderna finlandese. La seconda opera, Punainen viiva (La linea rossa) fu commissionata dall'Opera Nazionale Finlandese. La successiva opera di Sallinen, Kuningas lähtee Ranskaan (Il re va in Francia) fu una commissione congiunta del Covent Garden e dell'Opera Nazionale Finlandese.

## Anni successivi
Dopo aver ricevuto la cattedra d'arte per tutta la vita, Sallinen dedicò molto tempo alle sue composizioni. Ridiede vita a forme e armonie tradizionali, ma le mise insieme in modi molto contemporanei. Ricevette numerose commissioni da alcuni gruppi molto famosi e compose otto sinfonie, tra cui una che utilizza materiale di un balletto proposto su Il Signore degli Anelli e contiene due brani medioevali finlandesi dalle Piæ Cantiones. Ha scritto sette opere ed è noto come il compositore del brano che dà il titolo all'album Winter Was Hard del Kronos Quartet.

## Punti salienti della carriera
- 1960 - Diploma rilasciato dalla Accademia Sibelius.
- 1960-70 - Amministratore dell'Orchestra sinfonica della radio finlandese.
- 1978 - Premio musicale del Nordic Council per "The Horseman".
- 1981 - Divenne il primo ad essere nominato Professore d'Arte a vita dal governo finlandese, permettendogli di concentrarsi sulla composizione a tempo pieno.
- 1983 - Wihuri Sibelius Prize.
- 2004 - Prima serie di registrazioni di musica orchestrale completa pubblicata sull'etichetta CPO.

## Lavori scelti

### Opere
- The Horseman, Op. 32 (1974, Finlandese: "Ratsumies"; Svedese: "Ryttaren")
- The Red Line, Op. 46 (1978)
- The King Goes Forth to France, Op.53 (1983, Finlandese: Kuningas lähtee Ranskaan)
- Kullervo, Op. 61 (1988)
- Palatsi (Il Palazzo), Op. 68 (1991–1993, Finlandese: Palatsi)
- Kuningas Lear (Re Lear), Op. 76 (1999)
- Castle in the Water, cronaca per un narratore, quattro cantanti e un'orchestra da camera (2017, finlandese: "Linna vedessä")

### Sinfonie
- Sinfonia n. 1, Op. 24 (1970–71)
- Sinfonia n. 2, Dialogo sinfonico, per percussionista e orchestra, Op. 29 (1972)
- Sinfonia n. 3, Op. 35 (1974–75)
- Sinfonia n. 4, Op. 49 (1978–79)
- Sinfonia n. 5, Washington Mosaics, Op. 57 (1984–85, r. 1987)
- Sinfonia n. 6, Da un diario della Nuova Zelanda, Op. 65 (1989–90)
- Sinfonia n. 7, I sogni di Gandalf, Op. 71 (1996)
- Sinfonia n. 8, Frammenti autunnali, Op. 81 (2001)

### Orchestra
- Mauermusik, op. 7 (1963)
- Variazioni per orchestra op. 8 (1963)
- Chorali, per orchestra di fiati, op. 22 (1970)
- Chamber Music I, per orchestra d'archi op. 38 (1975)
- Chamber Music II, per flauto contralto e orchestra d'archi op. 41 (1976)
- Dies Irae, per soprano, basso, coro maschile e orchestra op. 47 (1978)
- Shadows, preludio per'orchestra, op. 52 (1982)
- Chamber Music III, Le danze notturne di Don Juanquixote, per violoncello e orchestra d'archi op. 58 (1985-86)
- Sunrise Serenade, op. 63 (1989)
- Songs of Life and Death, per baritono, coro e orchestra op. 69 (1995)
- Palace Rhapsody per orchestra di fiati, op. 72 (1996)
- Introduzione e Tango Overture, per pianoforte e orchestra d'archi, op. 74b (1997)
- Un'ouverture solenne (King Lear), op. 75 (1997)
- Chamber Music IV, Metamorphoses of Elegy per Sebastian Knight, per pianoforte e orchestra d'archi op. 79 (2000)
- Chamber Music V, Barabbas Variations, per fisarmonica (o pianoforte) e orchestra d'archi op. 80 (2000)
- Chamber Music VI, 3 inviti al viaggio, per quartetto d'archi e orchestra d'archi op. 88 (2006)
- Chamber Music VII, Cruseliana, per quintetto di fiati e orchestra d'archi op. 93 (2007)
- Musica da camera VIII, Gli alberi, Tutto il loro verde (Paavo Haavikko in memoriam), per violoncello e orchestra d'archi op. 94 (2008)

### Concerti
- Concerto per violino op. 18 (1968)
- Concerto per violoncello op. 44 (1977)
- Concerto per flauto, Arlecchino, op. 70 (1995)
- Horn Concerto, Campane ed Arie, op. 82 (2002)
- Concerto da camera per violino, pianoforte e orchestra d'archi op. 87 (2005)
- Concerto per clarinetto, viola e orchestra da camera op. 91 (2007) (anche per clarinetto, violoncello e orchestra da camera, Op. 91a)
- Concerto per corno inglese op. 97 (2010-11)

### Musica da camera
- Quartetto per archi n. 1, op. 2 (1958)
- String Quartet n. 2 Canzona, op. 4 (1960)
- Quattro per quattro, op. 12 (1965)
- Quartetto per archi n. 3 Aspetti della marcia funebre di Peltoniemi Hintrik, op. 19 (1969)
- Quattro studi per violino e piano, Op.21 (1970)
- Quartetto per archi n. 4 "Brani tranquilli", op. 25 (1971)
- Sonata per violoncello solo, op. 26 (1971)
- Metamorphora, per violoncello e pianoforte, op. 34 (1974)
- Quartetto per archi n. 5 Pezzi di mosaico, op. 54 (1983)
- From a Swan Song, per violoncello e pianoforte, op. 67 (1991)
- Barabbus Dialogues, per cantanti, narratore e ensemble da camera, op. 84 (2003)
- Piano Quintet ... des morceaux oublies, op. 85 (2004)
- Sonata per violoncello, op. 86 (2004)
- Windy Winter in Provence per Tenore, Pianoforte, Violino e Chitarra op. 89 (2006)
- Mistral Music per flauto solista, op. 90 (2005) (anche per flauto e quartetto d'archi, Op. 90a)
- Quintetto di pianoforte n. 2 "Tre elefanti di Kullervo", op. 92 (2006)
- Preludi e Fughe per fisarmonica solista op. 95 (2009)
- Piano Trio Les Visions Fugitives, op. 96 (2010)
- "Die Virtuose Tafelmusik von Don Juanquijote" per fisarmonica e violoncello, op. 98 (2011)
- "...memories, memories..." per coro di bambini, pianoforte e archi, op. 99 (2011)
- Cinque ritratti di donne per soprano, corno e orchestra da camera, op. 100 (2012)
- Baumgesang mit Epilog per violoncello e pianoforte op. 101 (2013)
- Tre Adagi per organo, op. 102 (2013)
- Quartetto per archi n. 6, op. 103 (2014)

### Voce e coro
- Songs from the Sea, op. 33 per coro di bambini non accompagnati, basato su canzoni popolari finlandesi e una poesia dei due figli del compositore
- Song Around a Song, op. 50 (1980) - Quattro canzoni popolari in italiano, giapponese, finlandese e inglese per coro di bambini non accompagnati
- The Iron Age: Suite, op. 55, arrangiato dalla musica per la serie televisiva finlandese basata sul Kalevala
- The Beaufort Scale, op. 56 (1984), umoristico per coro non accompagnato, basato sulla scala della velocità del vento